# Dato Dartsimelia
Dato Dartsimelia (grúzul დათო დარციმელია ; Tbiliszi, 1995. január 28. –) grúz labdarúgó.

## Sikerei, díjai
Grúz U17-es labdarúgó-válogatott:
- U17-es labdarúgó-Európa-bajnokság elődöntő: 2012